# جورج هنري كرايغ
جورج هنري كرايغ (بالإنجليزية: George Henry Craig)‏ هو محامي وقاضي وسياسي أمريكي، ولد في 25 ديسمبر 1845 في الولايات المتحدة، وتوفي في 26 يناير 1923 في نفس البلد. حزبياً، نشط في الحزب الجمهوري. وقد انتخب عضو مجلس النواب الأمريكي.